# Wilhelm Feldmann (Journalist)
Wilhelm Feldmann (geboren 2. Februar 1880 in Wilhelmshaven; gestorben 15. Oktober 1947 in Lörrach) war ein deutscher Journalist, Auslandskorrespondent, Schriftsteller und Genealoge.

## Leben
Wilhelm Feldmann war ein Abkömmling der ursprünglich in Dortmund beheimateten Familie Feldmann. Seine Eltern waren der Bauunternehmer und Kommunalpolitiker Fritz Feldmann und Martha, geb. Nolte, die Tochter eines Hamburger Seidenhändlers. Feldmann besuchte die Volksschule und das Gymnasium in Saarbrücken, wo sein Vater von 1884 bis 1908 zunächst als Bürgermeister, später als Oberbürgermeister tätig war. Bereits in seiner Schulzeit sammelte er erste journalistische Erfahrungen als Mitarbeiter Saarbrücker Zeitungen. Feldmann studierte nach der Reifeprüfung (Ostern 1898) von 1898 bis 1904 Rechtswissenschaften, Geschichte und Germanistik in Marburg, München, Berlin sowie an der Universität Freiburg i. Br., an der er 1902 mit seiner Dissertation Friedrich Justin Bertuch. Ein Beitrag zur Geschichte der Goethezeit zum Dr. phil. promovierte.
Nachdem er 1904 in Karlsruhe sein Examen für das höhere Lehramt abgelegt hatte, arbeitete er von 1904 bis 1905 zunächst als Hilfsarbeiter an dem in Leipzig erschienenen Grimmschen Wörterbuch. In diesen Jahren veröffentlichte Feldmann in Zeitschriften und Zeitungen eine Reihe von wissenschaftlichen Aufsätzen zur deutschen Wortforschung. Im September 1905 siedelte er nach Paris über, wo er bis 1908 Korrespondent verschiedener in Paris erschienenen deutschen Zeitungen war. Von 1908 bis 1919 war er für das Berliner Tageblatt als Korrespondent in Brüssel und Istanbul tätig, aber auch in der Berliner Redaktion sowie als Kriegsberichterstatter während des Ersten Weltkrieges. Von April bis Juni 1919 begleitete er die deutsche Friedensdelegation in Versailles.
Von September bis November 1919 redigierte Feldmann als letzter Chefredakteur das in Konstantinopel erschienene deutsche Propagandablatt
Osmanischer Lloyd, für das er kurzzeitig schon 1913 tätig gewesen war.
In der Zeit der Weimarer Republik arbeitete Feldmann von 1919 bis 1933 beim Ullstein Verlag; 1920 bis 1925 als Korrespondent in Paris für die Vossische Zeitung.

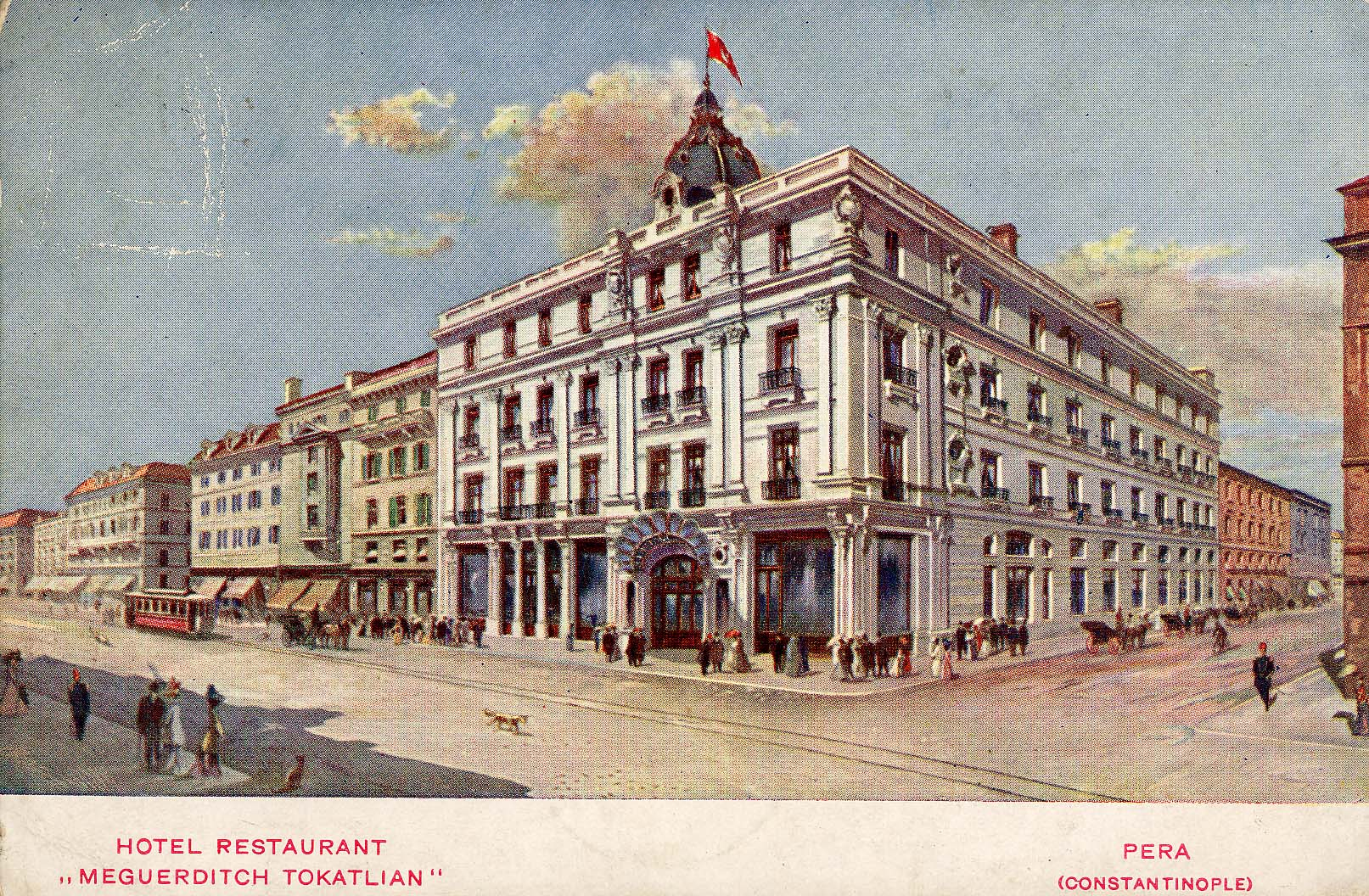
Ansichtskarte vom Hotel Restaurant Merguerditch Tokatlian im Stadtteil Pera in „Constantinople“

Für Ullstein war Feldmann, der selbst Türkisch sprechen konnte, ab 1926 bis 1933 in Istanbul tätig. Als Korrespondent der Vossischen Zeitung berichtete er 1929 über die Europäisierungs-Bemühungen durch Kemal Atatürk und „[...] wie schwer den Türken die Annahme europäischer Denkweise“ falle.
Im Istanbuler Tokatlıyan-Hotel verfasste Feldmann von 1932 bis 1934 seine Sippengeschichte über die Feldmanns.
Nach der Machtergreifung durch die Nationalsozialisten lebte Feldmann in Saarbrücken, Freiburg im Breisgau und seit April 1935 in Frankfurt am Main.
Wilhelm Feldmann war seit 1908 in erster Ehe mit der französischen Journalistin Odette (Octavie) Hochard (1884–1924) verheiratet. Die Ehe blieb kinderlos. Im Dezember 1936 heiratete er in Kronberg im Taunus die Musiklehrerin Marie (genannt Reina), geb. Schaumann, die Tochter des Frankfurter Stadtbaurats Gustav Schaumann.  Wilhelm Feldmann starb in der Nachkriegszeit 1947 in Lörrach.

## Schriften
Neben seinen journalistischen Arbeiten zählen vor allem Veröffentlichungen zur Kunst- und Sprachgeschichte, genealogische Schriften sowie ein Erlebnis- und Kriegsbericht zu den schriftlichen Werken Feldmanns, darunter
- Friedrich Justin Bertuch. Ein Beitrag zur Geschichte der Goethezeit, philosophische Dissertation an der Universität Freiburg i. Br., 1902
- Wieland als Sprachreiniger. In: Allgemeine Zeitung (München) vom 10. November 1903, Beilage, S. 275 ff. (digital)
- Zur Geschichte der deutschen Amtssprache. In: Allgemeine Zeitung (München) vom 12. August 1904, Beilage, S. 292 ff. (digital)
- Modewörter des 18. Jahrhunderts, in: Zeitschrift für deutsche Wortforschung, Jg. 6 (1904/05),  S. 101–119 und S. 299–353.
- Geflügelte Worte.In: Zeitschrift für Deutsche Wortforschung, hrsg. von Friedrich Kluge, 9. Band, Straßburg 1907, S. 291 ff.
- Aus Karl Marxens Wanderjahren, in: März (Zeitschrift), München 1909, S. 281–290 (Mai-Heft). Volltext:
- Christian Schubarts Sprache, in: Zeitschrift für deutsche Wortforschung Jg. 11 (1909), S. 97–149.
- Die deutsche Journalistensprache. In: Zeitschrift für deutsche Wortforschung, Jg. 13 (1911/1912), S. 282–300.(online)
- Die Große Revolution in unserer Sprache. In: Zeitschrift für Deutsche Wortforschung. Jg. 13 (1911/1912), S. 245–282. (online)
- Kriegstage in Konstantinopel, mit Buchschmuck von Philipp Kamm, Straßburg: Karl I. Trübner Verlag, 1913; Inhaltsverzeichnis
  - Neudruck, Berlin; Boston: De Gruyter, 2019, ISBN 978-3-11-145709-3 und ISBN 978-3-11-108969-0
  - Übersetzung in die türkische Sprache: Selis Kitaplar (Hrsg.): İstanbul’da savaş günleri: bir Alman gazetecinin Balkan Savaşı hatıratı, Istanbul 2004, ISBN 975-8724-33-9
- Die Türkei nach dem Balkankrieg, in Paul Laband et al. (Hrsg.): Handbuch der Politik, Bd. 3: Die Aufgaben der Politik, Achtzehntes Hauptstück: Die politischen Ziele der Mächte in der Gegenwart, 106. Abschnitt, S. 344–347; Transkription bei Wikisource
- Mit der Heeresgruppe des Prinzen Leopold von Bayern nach Weißrußland hinein. Kriegsberichte, aus dem Berliner Tageblatt vom Juli–September 1915, München: C. H. Beck, 1916
- Reise zur Suesfront (= Deutsche Orientbücherei, Bd. 25), Weimar: Kiepenheuer, 1917
- Die Dortmunder Feldmanns, [Istanbul-Pera, Hotel Tokatliyan]: [Dr. W. Feldmann];
  - Teil 1: Vorbericht für die Familie, 1932
  - Teil 2: Nachträge zum Vorbericht, 1933
  - Teil 3: Beiträge zur Sippengeschichte, 1934
- Der Bildhauer Otto Sigismund Runge. In: Hamburgische Geschichts- und Heimatblätter Bd. 4, 18. Jg. (1939/40), S. 257–263. (digital)
- Die Familie Feldmann. Das Alt-Dortmunder Geschlecht Veltman und seine Nachkommen. Mit der vollständigen Ahnenliste des Kommerzienrats Heinrich Feldmann (1863–1922), mit farbigem Wappenbild, 10 Vollbildern und 3 Stammtafeln, [Frankfurt a. M.-Süd, Forsthausstraße 99]: [Dr. W. Feldmann], 1940
- Felix Faller. Ein Schwarzwaldmaler, Stuttgart 1945
- Philipp Otto Runge und die Seinen. Mit ungedruckten Briefen, Leipzig: Koehler & Amelang, 1944